# Gaspar Homar i Mezquida

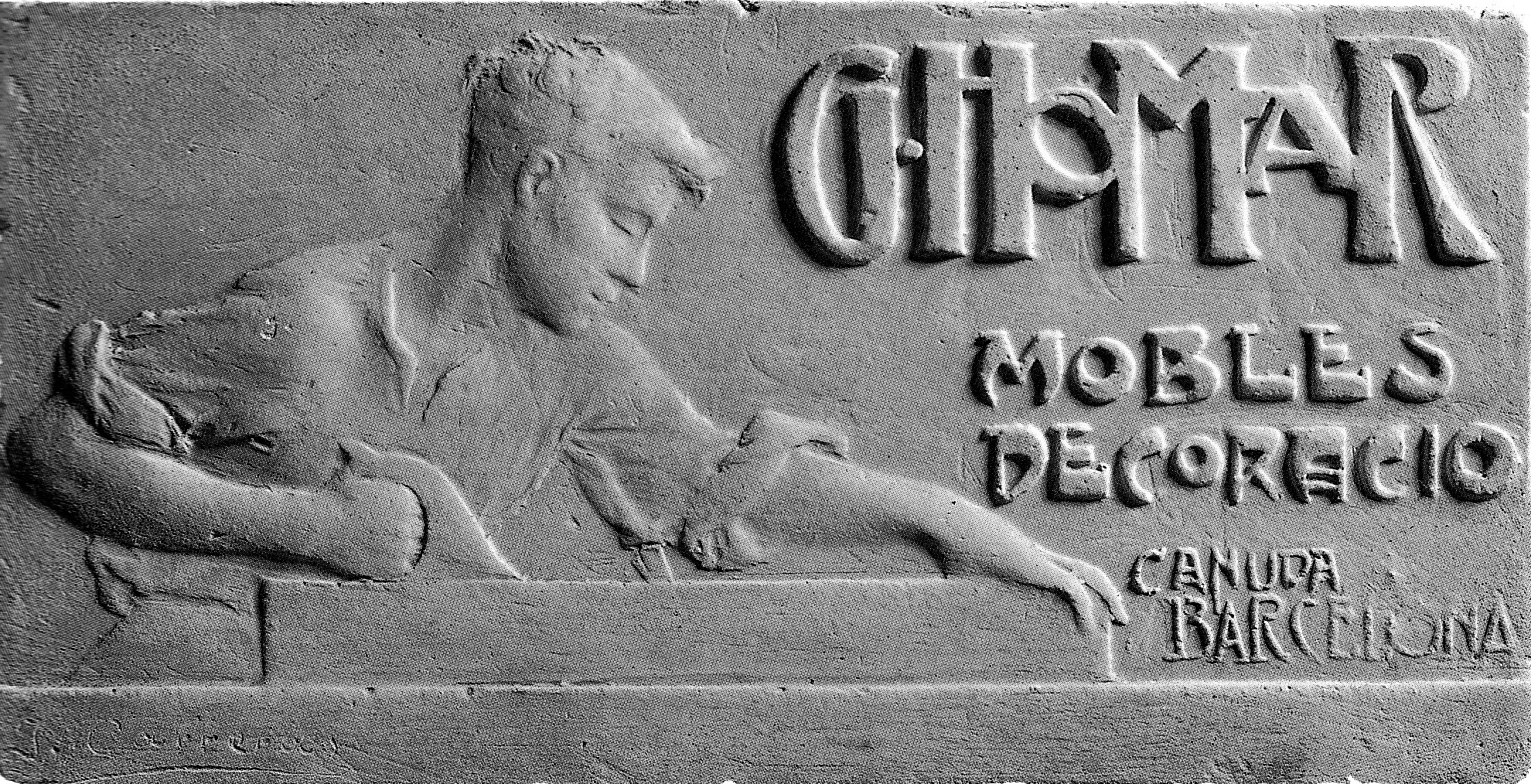
Imatge identificativa del taller d'ebenisteria

Gaspar Homar i Mezquida (Bunyola, Mallorca, 11 de setembre de 1870 – Barcelona, 5 de gener de 1953) fou un moblista, ensemblier i antiquari, considerat un dels representants més genuïns del moviment modernista català en el camp de la decoració i la creació de mobles. Els seus mobles, que poden ser considerats d'autor, són el reflex del benestar i de les aspiracions de la puixant burgesia i es distingeixen per la utilització de fustes nobles i costoses i pels treballs en marqueteria i talla, on rebé la col·laboració de destacats artistes com Josep Pey, Sebastià Junyent o Joan Carreras i Farré. Amb una forta personalitat, l'obra de Gaspar Homar està relacionada amb la dels millors artistes de l'època, com ara Eugène Gaillard, Hector Guimard o William Morris i reinterpreta des d'una òptica molt particular, la influència de la Secessió de Viena i de l'Escola de Glasgow. Participà i obtingué medalla a les exposicions de Londres, Madrid i Barcelona (1907), a la hispano-francesa de Saragossa (1908) i a la Internacional del Comfort Modern de París (1909), i fou membre del jurat de l'Exposició Internacional de Venècia (1908).

## Biografia
Fill de Pere Homar i de Margarida Mezquida, i germà de Margarida Homar, Gaspar va néixer al raval d'Orient del petit poble de Bunyola. La seva família es dedicava a la fusteria. El seu pare tant podia treballar les fustes de la construcció com fabricar premses d'oli o taüts, i al mateix temps construïa mobles fidels a la tradició barroca o d'influències angleses. L'any 1883 es traslladà amb la seva família a Barcelona, atret per la prosperitat laboral que oferia la futura Exposició Universal de 1888. El mateix any, pare i fill ingressen al taller de mobles i objectes artístics de Francesc Vidal i Jevellí (1848-1914) on, amb només 13 anys, Gaspar Homar començà a treballar com a auxiliar a l'estudi de projectes al costat del seu pare, que era a la plantilla de fadrins ebenistes de primera. La seva experiència als Tallers Vidal fou essencial en la seva formació i en el desenvolupament de la seva trajectòria artística. L'any 1887 es va inscriure a l'Escola de la Llotja on va ser deixeble de Josep Mirabent i Gatell i va fer estudis de la branca «Aplicació» (Pintura decorativa i teixits i brodats). L'any 1893, deu anys després de la seva incorporació als Tallers Vidal, es va independitzar junt amb el seu pare, obrint obrador i botiga a la Rambla de Catalunya, i un any després es va fer soci del Centro de Artes Decorativas, entitat que tenia com a propòsit el foment de les indústries artístiques i l'impuls del progrés de l'art decoratiu. És en aquest moment quan va iniciar una relació professional amb arquitectes com Lluís Domènech i Montaner o Josep Puig i Cadafalch, amb qui treballaria en diferents projectes decoratius. L'any 1898 es va traslladar a un nou local al carrer de la Canuda i poc després va ingressar al Cercle Artístic de Sant Lluc. Durant la primera dècada del segle xx realitzà les obres modernistes més emblemàtiques i a partir de 1915 es feu palès el declivi de la seva producció modernista, alternant aleshores amb els estils històrics i amb alguns projectes Art déco. L'any 1920, arran dels enfrontaments entre faccions patronals i sindicalistes esdevinguts a Barcelona, va tancar el taller de producció.
A causa de les vagues que van afectar el ram de l'ebenisteria durant els anys trenta, així com pel mateix esgotament del modernisme, Homar dedicà l'última etapa de la seva vida al comerç d'antiguitats i a la tasca de restaurador d'obres d'art.
Homar va estar casat amb Emilia Ramon i Matardit i tenia la seva residència al carrer Bonavista de Barcelona, a tocar del taller de Sebastià Junyent i Josep Pey.

## Obra

### Etapa formativa als tallers Vidal (1884-1893)
Nota: se segueix l'ordre temàtic proposat a: Mariàngels Fondevila. Museu Nacional d'Art de Catalunya. Catàleg de l'exposició, 1998..
En aquest primer període, Gaspar Homar es forma als tallers de Francesc Vidal on treballaven prop de dos-cents operaris i on s'experimentava la integració de les diferents branques dels bells oficis. Allà entrà en contacte amb personalitats dels diferents àmbits artístics com Antoni Rigalt –cap de la secció de vidrieria artística i gravat a l'àcid–, Frederic Masriera i Manovens –al capdavant de la secció de foneria artística–, o Joan Gonzàlez –a la secció de traçats de projectes i plànols–. No es conserva gaire informació de les tasques exactes que desenvolupà en aquest període però és evident que el seu aprenentatge en aquests tallers hauria de deixar-li empremta.
D'aquest episodi formatiu d'Homar a Can Vidal, únicament en són testimoniatge alguns dibuixos, algunes aquarel·les i alguns mobles, amb una clara influència vidalenca, on destaca un cert eclecticisme. Gaspar Homar incorpora als seus primers projectes un dels signes modernistes per excel·lència, el coup de fouet, representat a través de la flor de lis de tija sinuosa, juntament amb trets mecanicistes com la roda dentada i reminiscències gòtiques imposades pels dibuixos de Viollet-le-Duc i orientalitzants. Destaca també la utilització de fustes clares com el sicòmor, el boix i el palissandre.
| Any  | Nom    | Ubicació                                                                | Descripció | Foto                   |
| ---- | ------ | ----------------------------------------------------------------------- | --- | ---------------------- |
| 1891 | Cadira | Museu Nacional d'Art de Catalunya Arxivat 2012-06-19 a Wayback Machine. | Cadira en fusta de noguera blanca tenyida amb treballs de talla calada. Entapissat de vellut pintat original. M: 85x38x37 cm. | Cadira de Gaspar Homar |

### L'època del modernisme (1896-1915)
L'any 1893, Gaspar Homar i el seu pare s'independitzen dels tallers Vidal obrint un establiment propi a la Rambla de Catalunya 129, sota la denominació de P.Homar i fill, just a tocar del taller d'Alexandre de Riquer. En aquell any va entrar a formar part de l'equip de col·laboradors de l'arquitecte Lluís Domènech i Montaner, sent aquesta col·laboració decisiva perquè Homar pogués definir un estil en l'àmbit decoratiu, i alhora fer-se una clientela.
D'aquests primers encàrrecs podem destacar la decoració l'any 1893 del Palau Ramon Montaner on el treball d'Homar en el mobiliari i la decoració destaca per unes influències gòtico-orientalitzants.

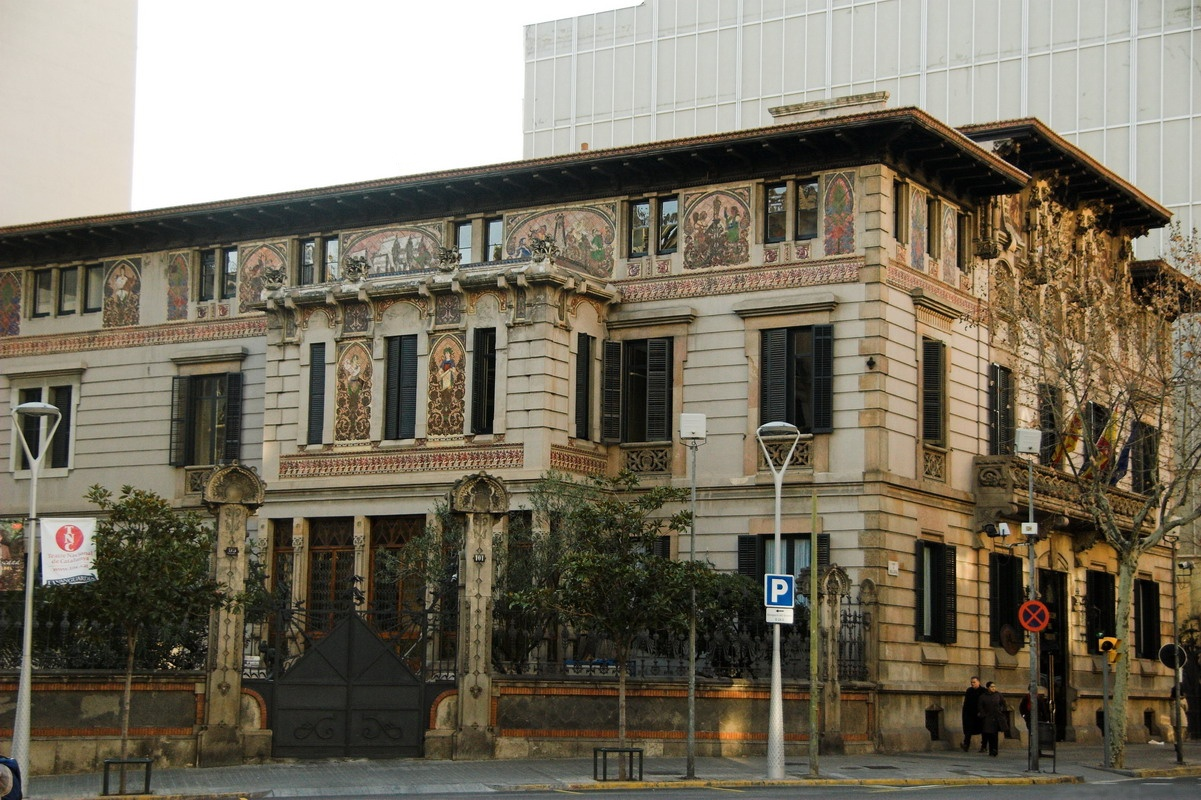
Palau Montaner obra de l'arquitecte Lluis Domènech i Montaner (1889-1893)

Tanmateix, Gaspar Homar també va col·laborar amb altres arquitectes de referència, com Pere Domènech i Roura, Josep Majó, Joan Amigó i Barriga o Josep Puig i Cadafalch. Aquest últim, en aquesta època, va encarregar-li diversos projectes com, per exemple, la realització del mobiliari de la Casa Amatller. Com a creadors de programes iconogràfics i decoratius, els arquitectes intervenien en la concepció dels diferents elements planificant tant la idea general de l'obra com els espais interiors. Així doncs, els mobles d'Homar d'aquest moment presenten fórmules decoratives manllevades del llenguatge de l'arquitectura i, en aquest cas, els dissenys dels mobles mostren el segell artístic de l'arquitecte, fonamentat en la recuperació de les formes tradicionals catalanes, especialment del gòtic.
A les darreries del segle xix, Homar va ingressar al Cercle Artístic de Sant Lluc, fet que el posà en contacte amb un dels nuclis intel·lectuals i artístics més vius de la ciutat, i l'any 1898, tot coincidint amb la mort del seu pare, inaugurà botiga al carrer de la Canuda, al costat de l'Ateneu Barcelonès. Gaspar Homar, en aquesta nova etapa, va associar-se amb el seu cunyat, l'ebenista Joaquim Gassó. En aquest local, a més de la botiga on es venien les seves produccions, hi havia una sala d'exposicions i una secció dedicada a les antiguitats i als productes de manufactura estrangera. L'artista mostrà una influència internacional, fruit dels seus viatges per Europa i fins i tot per Àfrica, mantenint-se en tot moment al corrent de les experiències decoratives d'altres països, especialment de l'anglesa.

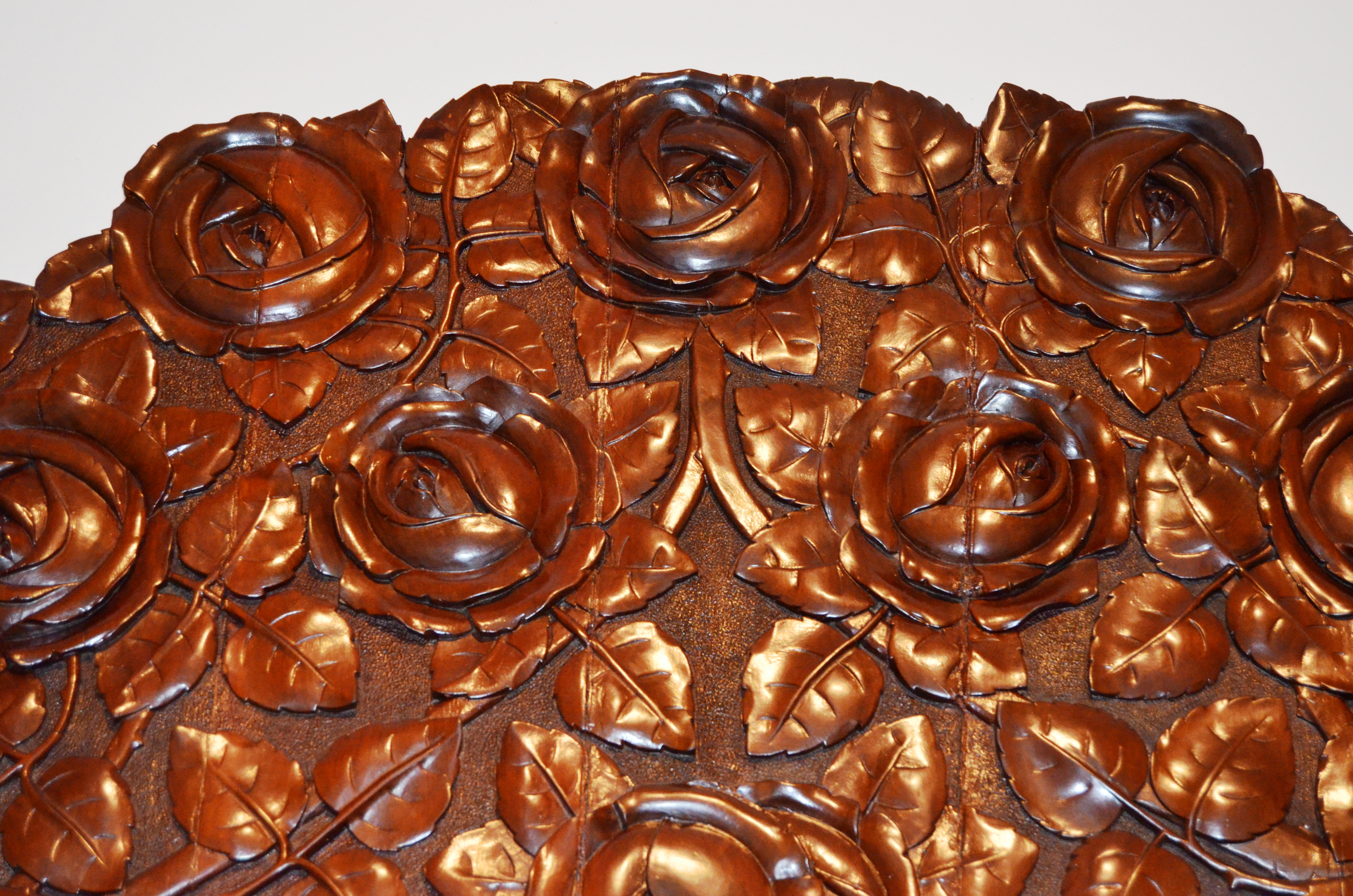
Detall vegetal en fusta tallada d'un plafó decoratiu (l'Àngel del somni) del Museu del Modernisme Català

Fins a l'any 1900, les obres d'Homar mostraven uns estilemes o trets característics de caràcter historicista i eclèctic, on destaca un aire neogòtic d'accent modernista amb estilitzacions vegetals i ritmes sinuosos i asimètrics. Homar incorpora les fustes de tonalitats clares i un nou concepte d'ornamentació, d'influència japonesa, que difereix de l'estil rus dels tallers de Francesc Vidal. També es comencen a veure referents artístics celtes derivats de les propostes decoratives del conjunt del Pavelló d'Escandinàvia de l'Exposició Universal de París (1900). En aquesta data ja s'ha definit l'ornamentació quadràtica, de talla o marqueteria, i apareixen els primers símptomes de la recepció dels models decoratius de signe sezessionista als seus projectes. Les roses, l'autèntic emblema de la firma Homar, hi assoleixen un protagonisme determinant.
En aquests anys, un projecte que es pot destacar és un dels seus primers conjunts en estil reposat i serè, que va fabricar per moblar la Casa Trinxet (1904), obra de Puig i Cadafalch. Al menjador, en el qual Joaquim Mir va realitzar les pintures, Homar va decorar els mobles creant aplicacions de metall que representen plantes florides i branques d'olivera típiques del gust sezessionista.
| Any              | Nom                                                              | Ubicació                                                                | Descripció | Foto                                |
| ---------------- | ---------------------------------------------------------------- | ----------------------------------------------------------------------- | --- | ----------------------------------- |
| 1900-1904        | Llit amb capçal, cadira i tauleta de nit                         | Museu Nacional d'Art de Catalunya Arxivat 2012-06-19 a Wayback Machine. | Llit amb capçal representant la Immaculada Concepció dins d'un arc en fusta de noguera espanyola, talla de sicòmor, marqueteria de freixe, xicranda, arrel de noguera, bedoll, eucaliptus i daurats. M: 303,5x111,5 cm. (capçalera). 88x119,5 cm. (peus). Cadira en fusta de roure. M: 117x43,5x43,5 cm. Tauleta de nit en fusta de roure, arrels als plafons i marbre, talla, marqueteria i daurats. M: 146x51,5x42x5 cm. | Conjunt de dormitori                |
| Circa 1903       | Arqueta "La Sardana"                                             | Museu del Modernisme Català, Barcelona                                  | Arqueta en fusta de roure i marqueteria (sicòmor, tuia, auró gris, mansònia i caoba). M: 186x111x45 cm. | Arqueta "La Sardana"                |
| Data desconeguda | Llit amb capçal, cadira i tauleta de nit representant Sant Jordi | Museu del Modernisme Català, Barcelona                                  | Dormitori i cadira en fusta de caoba i diverses arrels. Mesures capçal: 166x185x10 cm. Mesures peus: 103x180x12 cm. Mesures tauleta: 112x44,5x36 cm. | Dormitori amb Sant Jordi            |
| 1905             | Sofà-escó                                                        | Museu del Modernisme Català, Barcelona                                  | Sofà-escó amb vitrines laterals. Fusta de roure amb plafons de marqueteria. | Sofà escó                           |
| 1906             | Cadira de piano                                                  | Museu del Modernisme Català, Barcelona                                  | Cadira de piano en fusta de noguera. | Conjunt de dormitori                |
| Data desconeguda | Pedestal                                                         | Museu del Modernisme Català, Barcelona                                  | Pedestal en fusta de noguera | Pedestal                            |
| Data desconeguda | Arqueta "Noia amb garlanda de cintes i flors"                    | Museu del Modernisme Català, Barcelona                                  | Arqueta en fusta de roure i plafons de marqueteria | Noia amb garlanda de cintes i flors |

Gràcies a la informació que proporciona Alexandre Cirici i Pellicer, es poden resseguir els diferents conjunts que realitzà durant tota aquesta etapa, encara que moltes de les obres esmentades resten disperses. Homar realitzà treballs per al negociant de fustes Oliva, el saló de la casa Par de Mesa, els mobles de la Casa Burés, de la Casa Lleó Morera, de la Casa Barbey. També realitzà encàrrecs pel Marqués de Marianao, Arumí, els Milà, Godó i Batlló de La Vanguardia, Tayà, Barret, el Baró d'Oller, Pladellorens, Vicens Bosch, Joan Amigó i Barriga, per a la biblioteca popular de F. Bonnemaison, els Gonzàlez, així com els elements decoratius de la casa de Francesc Macià a Lleida i el conjunt art déco de la Casa Garí de Sant Vicenç de Montalt, ja en una etapa posterior al modernisme.
Ja en aquest repàs dels treballs a la casa Par de Mesa queda clara l'heterogeneïtat dels treballs dels tallers Homar:
| « | (…) al saló de la casa Par de Mesa on, una tauleta de potes inclinades, amb nervis i vegetació goticitzant, alterna amb un escó i un armari de perfils rectangulars, ornamentats amb flora ondulant i coup de fouet, amb els típics lliris blaus i cascalls. Els lliris blaus apareixen així mateix a la part baixa dels cortinatges i a la seva galeria, pintats a mà en els propis tallers d'Homar. El llum, com la taula, és un joc de nervis i fulles espinoses. | » |

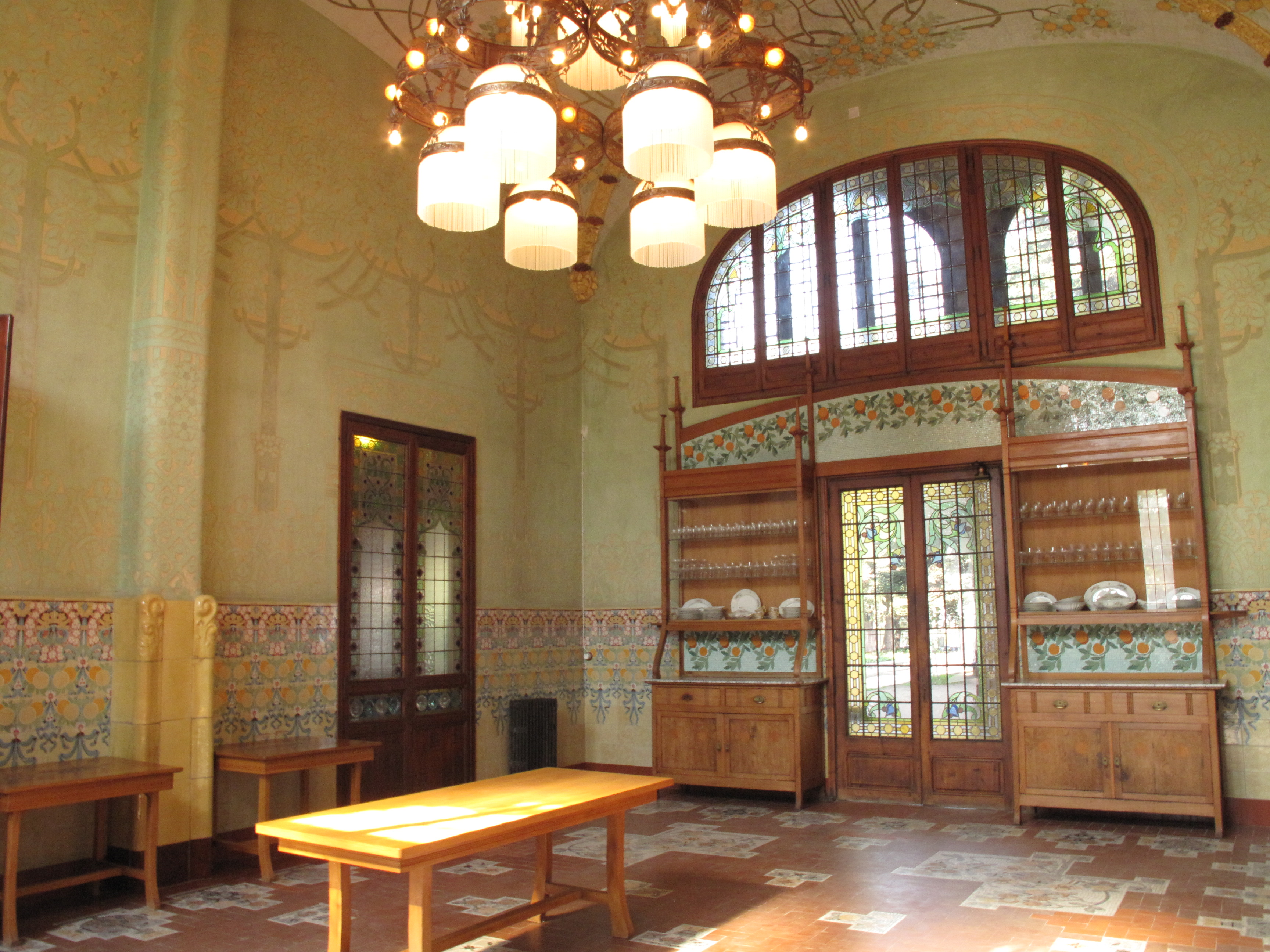
Interior del Pavelló dels distingits a l'Institut Pere Mata, Reus

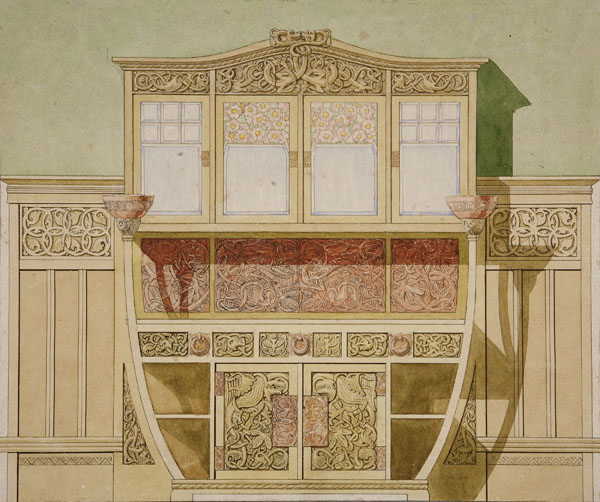
Dibuix d'Homar amb un bufet per la Casa Burés

Pel que fa a la seva activitat com a decorador en establiments públics, cal destacar de l'any 1900 les col·laboracions amb Alexandre de Riquer per a la farmàcia Grau Inglada i amb Pau Roig a la botiga d'instruments musicals Cassadó i Moreu de Gràcia. El 1903 decorà La Colmena de Gràcia i participà en la reforma de l'antiga sastreria d'Enric Morell. El 1919 realitzà la decoració de la farmàcia del Dr. Fita a les Corts, i el 1911, amb Jaume Llogueras, decorà el Cafè Royal. També participà en el moblament i decoració de les estances del pavelló de Primera Classe i de Distingits del Manicomi Pere Mata de Reus.
L'any 1900 rep l'encàrrec de decorar la Casa Burés. Homar va projectar per a aquesta casa un mobiliari diferent de l'estil floral tímidament goticista i bastant japonitzant que presentava l'arquitectura de l'edifici. Al menjador aposta per les cadires amb el respatller i els braços en corba propis dels seients nòrdics, decorats amb figures de dracs entrellaçades. La taula està decorada amb marqueteries de Pau Roig i la llum metàl·lica, obra d'Homar, era una espècie de gran corona romana d'Orient de plaques, cadascuna amb els mateixos dracs enfrontats. Paisatges i temes d'influència noruega, pintats per Oleguer Junyent, decoraven murs i vitralls. La sala de joc de la mateixa casa es decorà amb pintures de Junyent, que constituïen un fris paisatgístic nebulós a la part alta, damunt d'un britànic arrambador de fusta.
| Any       | Nom         | Ubicació   | Descripció | Foto                    |
| --------- | ----------- | ---------- | --- | ----------------------- |
| 1900-1906 | Llar de foc | Casa Burés | Llar de foc tancada amb els seus escons en una construcció de fusta d'influències goticistes, accentuant l'ambient primitiu i nòrdic del menjador. Es decorà amb relleus de Carreras representant escenes de cacera i pintures d'Oleguer Junyent, de tipus medieval. La boca de la xemeneia era una boca de drac en coure. | Llar de foc, Casa Burés |

De tots els conjunts decoratius que realitzà Gaspar Homar a l'època del modernisme tenen especial interès les intervencions a la Casa Lleó Morera a Barcelona i a la Casa Navàs a Reus, les quals representen la quinta essència del modernisme i constitueixen una de les manifestacions més reeixides en el camp de la decoració d'interiors. L'influent arquitecte Domènech i Montaner va encarregar el moblament d'aquests dos habitatges burgesos a Gaspar Homar, els tallers del qual van subministrar tots els accessoris decoratius i funcionals. En tots dos casos es tracta de conjunts que mantenen una fidelitat al programa simbòlic-ornamental ideat per l'arquitecte i on Homar compagina la qualitat i el valor de la tradició i l'artesanat amb la producció seriada. No serà estrany trobar models repetits, sobretot en l'àmbit de la marqueteria i els plafons mosaics. Es tracta per tant, d'un treball seriat, que li permetia aprofitar els models i fer-ne composicions independents que van tenir una gran sortida comercial.

#### Casa Lleó Morera
El conjunt de mobiliari encarregat per Lluís Domènech i Montaner a Homar per a la casa Lleó Morera és el més atractiu del modernisme a Catalunya. Els mobles del saló de la casa, que actualment es conserven al Museu Nacional d'Art de Catalunya, pertanyen a un estil ple d'un naturalisme d'acord amb el de l'edifici. El conjunt està format per un bufet, un sofà, un armari, arrambadors, cadires, cadires de braços i una tauleta de centre.
Els mobles estan decorats amb vitralls emplomats, talles en fusta i marqueteries. Els arrambadors es decoren també amb grans marqueteries amb influències japonitzants amb les carnacions dels personatges en relleu. Representen donzelles de lleuger vestit prerafaelita i pentinat buit, entre garlandes, arbres florits i estanys amb cignes. Els mobles es decoren igualment amb talles en els elements d'estructures i marqueteries en els paraments. La tauleta i les cadires s'adornen amb flors escampades en llibertat però amb simetria. A l'armari presideix la marqueteria de dues dames i un cavaller de llegenda medieval.
| Any  | Nom                                                    | Ubicació                          | Descripció | Foto                                          |
| ---- | ------------------------------------------------------ | --------------------------------- | --- | --------------------------------------------- |
| 1905 | Sofà i plafó decoratiu                                 | Museu Nacional d'Art de Catalunya | Sofà amb vitrines laterals i plafó decoratiu de marqueteria amb dues figures en un jardí. Fusta de roure americà amb plafons d'olivera, daurats, vidre emplomat i entapissat de vellut verd no original. Talla i marqueteria de freixe, sicòmor, falsa caoba, xicranda, bubinga, hau i rabassa d'om. M: 267x259x68 cm (sofà) i 100x137,5 cm. (plafó de marqueteria)                    | Sofà i plafó decoratiu de la casa Lleó Morera |
| 1905 | Armari, plafons decoratius, tauleta de centre i cadira | Museu Nacional d'Art de Catalunya | Armari de tres cossos amb plafons decoratius de marqueteria. Fusta de roure americà, vidre bisellat, aram repussat i marqueteria de caoba, sicòmor, rabassa de dauradella, mansonia i freixe, i incrustacions de metall. M: 190x190,5x51 (armari) i 54x78,5 cm (plafó marqueteria). Tauleta de centre i cadira en fusta de roure i talla amb aplicacions de marqueteria al respatller. | Mobiliari de la casa Lleó Morera              |
| 1905 | Bufet                                                  | Museu Nacional d'Art de Catalunya | Bufet de dos cossos. Fusta d'olivera tenyida, talla, metall martelé, vidre bisellat i marqueteria de dauradella, freixe, sicòmor, xicranda, noguera i boix. M: 300x202x53 cm. | Bufet                                         |

#### Casa Navàs
Construïda entre 1901 i 1908 per l'arquitecte Lluís Domènech i Montaner, la Casa Navàs és sens dubte, el millor conjunt d'arquitectura privada del modernisme conservat tal com es va crear originàriament i és una de les mostres més reeixides en el camp de la decoració d'interiors on s'assoleix l'ideal de l'art total. L'encàrrec del mobiliari, les làmpades i aparells d'il·luminació, els cortinatges, les catifes, alguns mosaics decoratius, la metal·listeria aplicada (els tiradors, les frontisses o altres aplicacions metàl·liques als mobles) i la fusteria artística (les portes, els sostres, els arrambadors amb marqueteries o els parquets), entre altres objectes decoratius van ser encarregats a Gaspar Homar. En aquest moment de consolidació del seu taller, aconsegueix la realització d'un programa decoratiu complet, on el mobiliari i l'ornamentació s'integren al conjunt arquitectònic amb unes proporcions agradables a la vista.
El programa decoratiu ideat i realitzat de forma integral per Homar ve marcat per la utilització d'un repertori inspirat en la poètica dels jardins, que abasta la totalitat i el més petit detall. Tot i la gran proliferació decorativa, la concepció espacial i el seu embolcall decoratiu és de línia continguda, sense cap exageració a les estructures i amb els ornaments centrals plans, seguint la tendència preponderant a Europa després de l'Exposició de les Arts Decoratives de Torí de 1902. Una manera de fer, on l'elegància s'evidencia en el tractament dels materials sense emmascarar, en la utilització de fustes càlides amb combinació amb els marbres i les tapisseries, amb unes proporcions equilibrades.
| Any       | Nom       | Ubicació         | Descripció | Foto      |
| --------- | --------- | ---------------- | --- | --------- |
| 1901-1907 | Sofà-escó | Casa Navàs, Reus | Sofà escó flanquejat per dues vitrines laterals. Es tracta d'un moble amb una funció eminentment decorativa que alhora serveixen per lluir porcellanes o gerros, combinant-se amb els plafons de marqueteria amb escenes de dames prerafaelites decoratiu enmig de jardins i amb flors. | Sofà-escó |

### Etapa final (1915 - 1955)
A partir del 1915 es fa palès el declivi de la seva producció modernista, que alterna amb els estils històrics i amb alguns projectes art déco. Homar va passar llavors per un eclipsi comercial i, a contracorrent, va voler mantenir la seva aportació creadora, però les necessitats comercials van acabar obligant-lo a cedir davant el gust imperant. Des de llavors no va considerar els objectes sortits del seu taller com obres d'art, sinó com a productes industrials.
Cal assenyalar els mobles d'inspiració renaixentista que va construir per al col·leccionista Ignasi Abadal i el conjunt de la Casa Garí de Sant Vicenç de Montalt, d'estil cubista, amb blaus i argentats en llistats fent rombes als diferents mobles lacats i que es poden posar en relació amb els treballs de Sonia Delaunay i els dissenys art déco de paravents de Jean Dunand.
Una vegada tancat el taller d'ebenisteria l'any 1920, Gaspar Homar es dedicà al comerç d'antiguitats i a la tasca de restaurador d'obres d'art. La seva faceta de col·leccionista i antiquari el portà a assessorar el mecenes i polític Francesc Cambó i Batlle en la formació de la seva col·lecció. Com a bon modernista, Homar col·leccionava estampes japoneses, ceràmica de reflexos metàl·lics, vidres antics i tapissos.
A la Fundació Rafael Masó de Girona es pot contemplar una arquilla restaurada de fusta de ribera, noguera, banús, ivori, carei, llautó i ferro que pertanyia a la col·lecció personal de Rafael Masó i Valentí, datatdel segle xvii. La parella d'aquest moble es troba en l'antiga col·lecció de Gaspar Homar.

## Arts aplicades

### Marqueteria
Nota: se segueix l'ordre temàtic proposat a: Museu Nacional d'Art de Catalunya. Catàleg Gaspar Homar, moblista i dissenyador del Modernisme, 1998..
La marqueteria és un dels elements que van diferenciar Gaspar Homar de la resta d'ebenistes. La seva utilització concedeix més refinament i distinció als mobles, acoblant diversos tipus de fustes per obtenir els tons apropiats sense haver de fer ús dels tints d'anilina.
L'introductor d'aquesta tècnica a Europa fou Emil Orlik, el qual aprengué aquest procediment durant una estada al Japó. Inicialment Homar intentà imitar aquest procediment amb fustes tenyides i és a partir de 1896 quan va decidir utilitzar només materials de color original. Homar emprava per a les carnacions en baix relleu la fusta de holly, d'un blanc permanent que no s'obscureix com el sicòmor; per al rosat, el palissandre; per al taronja, la fusta de tuia, que dibuixa en forma de petites pinzellades; per al morat, l'amarant; per al color rogenc, la caoba d'Àsia; per al marró amb taques, la magnòlia; per al verd pàl·lid, el freixe d'Hongria; per al verd intens, la fusta d'hibiscus també anomenada hau; per al gris platejat, l'arrel d'om; i per al negre, el banús. Aquestes eren les fustes principals emprades per Homar, encara que va arribar a utilitzar prop de quaranta varietats. Als diferents tipus de fustes s'afegien les incrustacions de nacre, pedres dures, ivori i metall, contribuint a embellir el moble.

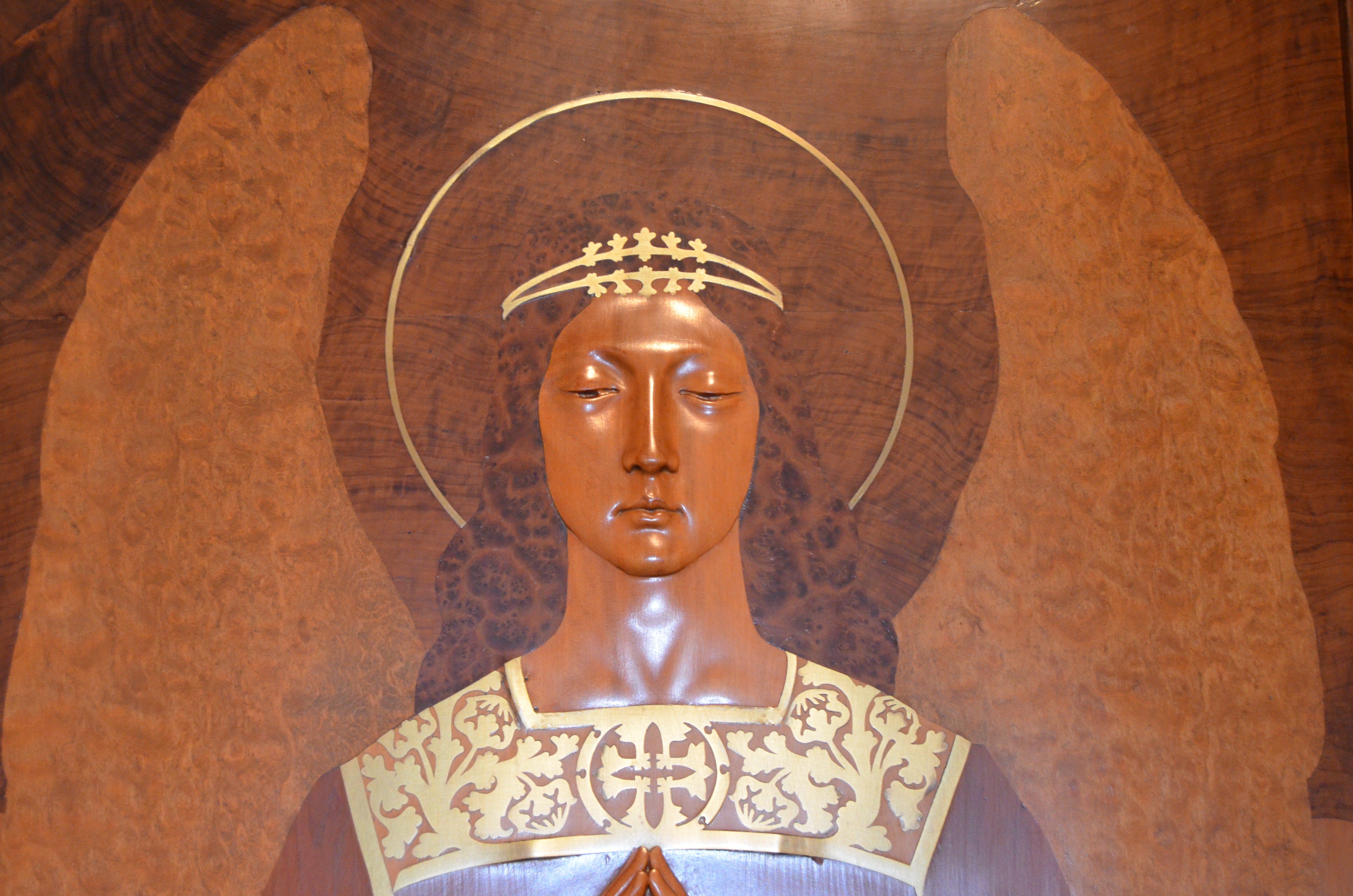
Detall del rostre del capçal de llit amb l'Àngel del somni del Museu del Modernisme Català

Inicialment, Homar va fer algunes proves resseguint amb metall els perfils dels elements florals, com si es tractés d'una obra en esmalt. La brillantor metàl·lica augmentava el gust oriental de les estilitzacions vegetals. De mica en mica va anar incorporant la temàtica de caràcter simbolista, que tant el caracteritza. L'any 1903, moment d'apogeu de la seva producció modernista, ja s'ha prefigurat el repertori iconogràfic de les seves marqueteries: la representació de l'àngel amb les ales esteses que transcriu plàsticament la poesia d'Apel·les Mestres "L'Àngel de la Son"; les figures al·legòriques de les estacions i la música; Sant Miquel arcàngel i Sant Jordi i les imatges de culte de la Mare de Déu de Montserrat, del Pilar i les Inmaculades; les evocacions quatrecentistes botticellianes; el tema de la dansa o la sardana; Joana d'Arc; Leda i el Cigne, i les hereves de les muses gregues tocant l'arpa, la lira, la viola i instruments de percussió. Associats a la figura femenina, sovint apareixen estanys i boscos poblats de lliris, orquídies, dents de lleó, cardots, fulles de margalló i roure que es combinen amb les ornamentacions de talla representant roses —properes a les que va popularitzar Margaret McDonald al pavelló escocès de Charles Rennie Mackintosh «Rose Boudoir» en el marc de l'Exposició Universal de Torí el 1902-; les anemones i els cítrics, tan abundants a la regió de Mallorca i alhora concomitants als vienesos i en especial a Olbrich. En les seves marqueteries, l'orientalisme és un component essencial i es palesa tant des d'un punt de vista iconogràfic com compositiu. La interpretació de l'ornamentació vegetal i la concepció panteista pròpia de la natura, així com els trets racials que assumeixen algunes de les seves figures en són clars exemples. A més, les composicions destaquen per l'absència de perspectiva i l'acusada bidimensionalitat: el seu format, que evoca els kakemono, és un dels aspectes de l'estil suggeridorament oriental que el caracteritza.
| Any        | Nom                                | Ubicació                                                                | Descripció | Foto                               |
| ---------- | ---------------------------------- | ----------------------------------------------------------------------- | --- | ---------------------------------- |
| 1903       | La sardana                         | Museu Nacional d'Art de Catalunya Arxivat 2012-06-19 a Wayback Machine. | Plafó de marqueteria "La Sardana" que forma part d'un sofà vitrina. Fusta de xicranda, mansonia, roure, banús, sicòmor, dauradella, boix, cirerer i freixe d'Hongria. | La sardana                         |
| 1905       | Dama en un bosc i dama en un jardí | Museu Nacional d'Art de Catalunya Arxivat 2012-06-19 a Wayback Machine. | Parella en plafons de marqueteria en fusta de sicòmor, hau, freixe, xicranda, dauradella i alzina. M: 156x47,5 cm.                                                    | Dama en un bosc i dama en un jardí |
| Circa 1901 | Mater Puríssima                    | Museu del Modernisme Català                                             | Plafó en fusta de noguera, caoba, roure, llimoner, freixe i incrustació de metall. Dibuix i composició de Sebastià Junyent. M: 200x160 cm.                            | Mater Puríssima                    |
| Circa 1903 | L'Àngel del somni                  | Museu del Modernisme Català                                             | Plafó en fusta de noguera, caoba, roure, llimoner, freixe i incrustació de metall. Dibuix i composició de Sebastià Junyent. M: 270x159x6 cm                           | L'àngel del somni                  |
| Circa 1905 | Verge de Montserrat                | Museu del Modernisme Català                                             | Capçal de llit amb marqueteria representant la Mare de Déu de Montserrat. Fusta de caoba, talla i marqueteria. M: 200x160 cm.                                         | Verge de Montserrat                |

La majoria de les marqueteries així com dels baixos relleus que sortien del taller d'Homar eren dibuixades per Josep Pey, tot i que Alexandre de Riquer, Pau Roig i els germans Junyent també van fer excel·lents composicions, i l'execució tècnica de les marqueteries anava a càrrec de Joan Segarra i fills. En totes les marqueteries hi ha un acurat estudi compositiu i una perfecta adaptació del contingut del marc, fet que costa de trobar en altres marqueteries coetànies. Per bé que altres ebenistes com J. Esteve i Hoyos, Joaquim Gassó i Joan Busquets van treballar la marqueteria —partint a més dels mateixos models dibuixats per Junyent i Pey—, els resultats assolits per Homar són força superiors. Ja la premsa de l'època va referir-se a aquest fet:
| « | algunes temptatives que s'han fet per imitar-lo han donat resultats que's diferencien completament de les obres esmentades | » |

### Metal·listeria
Si amb l'ebenisteria Homar perpetuava la tradició familiar, en l'especialitat de la metal·listeria s'endinsava en un terreny de recerca nou. Crucial va ser l'aprenentatge al taller de Francesc Vidal, qui era capaç de dotar als metalls més modestos, d'una bellesa elegant i severa. Homar va assimilar unes tècniques i uns coneixements integrals en aquella important manufactura i quan es va establir pel seu compte va projectar i executar als seus tallers aparells d'il·luminació com ara llànties, llums, aranyes, canelobres i fanals, on incorporava els treballs del repussat, el cisellat el polit i el patinat d'aquests metalls. L'enllumenat elèctric esdevenia usual a totes les capitals i Homar va haver d'adaptar els seus llums de gas a aquest sistema. Els seus projectes de llums adaptaven dissenys propis del modernisme: els espiadimonis i els elements florals estilitzats s'adequaven a la seva funció i al sistema lumínic emprat.
Els penja-robes, els paraigüers, les reixes i les jardineres formaven part del seu catàleg de projectes concebuts exclusivament en metall, habitualment bronze o llautó, materials dúctils i mal·leables. Altres peces de mobiliari, com ara els sofàs-escó i els paraigüers-penja-robes incorporen metalls de formes recargolades i sinuoses que representen la base d'una flor de gira-sol.
Homar va seguir la suggestió dels mobles d'Hector Guimard, particularment en els paraigüers o els escons amb lampadari, peces en les quals es donava un important paper al metall, ja que només amb aquest material podien tenir una realitat els aparents jocs elàstics de Guimard, i la seva tendència a l'aprimament de les fibres, que trobà una forma perfecta en els mobles de llautó i coure que construïa Buchwald Sándor.
| Any  | Nom            | Ubicació                          | Descripció                                                                 | Foto                            |
| ---- | -------------- | --------------------------------- | -------------------------------------------------------------------------- | ------------------------------- |
| 1905 | Llum de sostre | Museu Nacional d'Art de Catalunya | Llum de sostre en coure repussat i daurat i ferro forjat. M: 171x102 cm. Ø | Llum de sostre                  |
| 1905 | Llum de sostre | Casa Navàs, Reus.                 | Llum de sostre en coure repussat i daurat i ferro forjat.                  | Llum de sostre                  |
| 1905 | Aplic de paret | Casa Navàs, Reus.                 | Aplic de paret de cinc llums en coure repussat i daurat i ferro forjat.    | aplic de paret de la Casa Navàs |

Els encàrrecs per agençar els principals conjunts de Domènech i Montaner (la Casa Navàs de Reus, la Casa Lleó Morera i el Pavelló dels Distingits de l'Institut Pere Mata de Reus) li van permetre realitzar alguns dels exemplars més significatius, tot i que no es poden deixar de citar els seus treballs a la Sasteria Morell del carrer Escudellers, el despatx de la gerència de La Vanguardia ni els impressionants llums amb motius celtes de la Casa Burés.

### Plafons mosaics
Una altra de les especialitats dels tallers de Gaspar Homar era la realització de mosaics. Als inicis, al seu taller els operaris van haver d'improvisar la tècnica però ràpidament aconseguiren resultats satisfactoris. La seva especialitat fou el mosaic de petites tessel·les ceràmiques, obtingudes llimant trossos de rajola. Els dibuixos de les figures eren de Josep Pey o en algun cas de Pau Roig i sovint repetien els mateixos dissenys de les marqueteries; els merament decoratius eren del mateix Homar. Inicialment els rostres i les carnacions eren realitzats amb mosaic venecià amb esmalts vitris, però més tard per influència oriental va concebre la idea de fer-les aparèixer en baix relleu. Per a aquesta tasca va trobar un col·laborador en el ceramista Antoni Serra, qui es va encarregar de modelar i coure en baix relleu de porcellana, els rostres, les mans i els peus de les figures musives. Aquestes figures es produïen amb motlles a partir de models de guix facilitats pel versàtil escultor Joan Carreras.
Els treballs en mosaic més importants cal situar-los entre els anys 1904 i 1907, moment en què Homar realitzà els conjunts de la Casa Burés, de la Casa Lleó Morera i de la Casa Navàs.
| Any  | Nom                                  | Ubicació                          | Descripció | Foto                                 |
| ---- | ------------------------------------ | --------------------------------- | --- | ------------------------------------ |
| 1905 | Berenar al camp                      | Museu Nacional d'Art de Catalunya | Plafó decoratiu representant un berenar executat amb la tècnica del mosaic. Ceràmica i fragments de rajola de València. Les cares i les mans estan realitzades amb la tècnica de bescuit de porcellana. M: 182x144 cm.   | Berenar al camp                      |
| 1905 | Tres dones collint fruita            | Museu Nacional d'Art de Catalunya | Plafó decoratiu representant un berenar executat amb la tècnica del mosaic. Ceràmica i fragments de rajola de València. Les cares i les mans estan realitzades amb la tècnica de bescuit de porcellana. M: 187x142,5 cm. | Tres dones collint fruita            |
| 1905 | Plafó decoratiu amb figures i cignes | Museu del Modernisme Català       | Plafó decoratiu executat amb la tècnica del mosaic. Ceràmica i porcellana. Les cares i les mans estan realitzades amb la tècnica de bescuit de porcellana. M: 75x195 cm.                                                 | Plafó decoratiu amb figures i cignes |

### Tèxtil
La renovació aportada per l'Art Nouveau en totes les disciplines de les arts aplicades assoleix la seva expressió més inèdita en el camp del tèxtil. Els projectes originals de Gaspar Homar documenten aquesta especialitat, que ocupa un lloc important en el seu repertori decoratiu i que es concreta en els projectes de cortinatges, tapisseries, fons de capçalera i tapissos pintats, aquests darrers de Josep Pey i de Sebastià Junyent. Els teixits estampats sobre vellut, inicialment amb elements florals de tija sinuosa amb el motiu del coup de fouet i amb finíssims rivets brodats en or, són indissociables del mobiliari: l'entapissat de les cadires, les butaques i els sofàs, amb tonalitats suaus i avellutades, generalment malves i verds pàl·lids, és característic del seu estil. Malauradament, bona part del mobiliari modernista ja no conserva l'entapissat original per causa del desgast motivat per l'ús. Amb tot, el conjunt de mobiliari de la casa Navàs de Reus, manté intacta la seva tapisseria original i confereix un contrapunt tonal i alhora de contrast amb la resta d'elements que integren el moble, especialment les marqueteries.
Probablement alguns dissenys van ser fabricats per les sederies Fills de Malvehí, firma especialitzada en l'estampació de seda i teixits que treballava també per a la firma Busquets, tot i que no es descarta la possibilitat que es confegissin als mateixos tallers d'Homar, dotats de destres operaris de totes les especialitats que convergien en la decoració i el parament d'una habitació.
Una manifestació específica de l'ús del tèxtil en el període modernista fou el disseny de catifes de llana teixides a mà. Gaspar Homar va projectar-ne amb decoracions florals i amb formes i dimensions variades en funció de l'espai que havien d'ocupar. Així doncs, cal destacar els exemplars de la casa Lleó Morera amb formes semicirculars, destinats a les rotondes dels balcons; de formes rectangulars, per cobrir els espais dels salons principals, i també les de formes pentagonals i dimensions més reduïdes, que s'adaptaven als espais que hi havia davant de les llars de foc.